# Château de la Motte-Henry
Le château de la Motte-Henry est situé à Arquenay dans le département de la Mayenne. La motte et son enceinte sont inscrites aux Monuments historiques en 1991.

## Motte féodale
Le château actuel se situe à proximité d’une motte féodale, dont les structures ont disparu depuis le XVe siècle. Les éléments primitifs, la motte et sa basse-cour, sont bien conservés.

## XIXesiècle
L’actuel château de la Motte-Henry est construit autour de 1850 dans un style néogothique.